# Црнце
Црнце (алб. Cerrcë) је насеље у општини Исток на Косову и Метохији, Србија.

## Демографија
Насеље има албанску етничку већину.
Број становника на пописима:
- попис становништва 1948. године: 632
- попис становништва 1953. године: 728
- попис становништва 1961. године: 891
- попис становништва 1971. године: 1 200
- попис становништва 1981. године: 1 413
- попис становништва 1991. године: 1 653

## Познате личности
- Ибрахим Ругова, албански сепаратиста, политичар и први председник самопроглашене Републике Косово